# Liste der Naturdenkmale in Mildenau
Die Liste der Naturdenkmale in Mildenau nennt die Naturdenkmale in Mildenau im sächsischen Erzgebirgskreis.

## Definition
„Naturdenkmäler sind rechtsverbindlich festgesetzte Einzelschöpfungen der Natur oder entsprechende Flächen bis zu fünf Hektar, deren besonderer Schutz erforderlich ist
1. aus wissenschaftlichen, naturgeschichtlichen oder landeskundlichen Gründen oder
2. wegen ihrer Seltenheit, Eigenart oder Schönheit.“

„§ 18 – Naturdenkmäler – (zu § 28 BNatSchG)
(1) Die Erklärung nach § 22 Abs. 1 BNatSchG von Teilen von Natur und Landschaft als Naturdenkmal erfolgt durch Rechtsverordnung oder Einzelanordnung.
(2) Über § 28 Abs. 1 BNatSchG hinaus können Naturdenkmäler zur Sicherung von Lebensgemeinschaften oder Lebensstätten von im Bestand gefährdeten oder streng geschützten Arten festgesetzt werden.“

## Liste
Link zu einem Kartenansichtstool, um Koordinaten zu setzen.
| Bild | Bezeichnung                                | Lage                                          | Beschreibung         | Datum                                                                 | Nummer     |
| ---- | ------------------------------------------ | --------------------------------------------- | -------------------- | --------------------------------------------------------------------- | ---------- |
| BW   | Felsklippen am linken Talhang der Preßnitz | Arnsfeld (50° 35′ 21″ N, 13° 8′ 2,4″ O)       | Fläche: ca. 4782 m²  | Beschluss des Rates des Kreises Annaberg Nr. 517 vom 27.05.1982       | 364.23-180 |
| BW   | Läusekrautwiese am Rauschenbach            | Mildenau (50° 34′ 26,4″ N, 13° 6′ 1″ O)       | Fläche: ca. 19161 m² | Beschluss des Rates des Kreises Annaberg Nr. 407/98/73 vom 25.05.1973 | 364.23-179 |
| BW   | Mildenauer Kunstwiesen                     | Mildenau (50° 33′ 39,7″ N, 13° 5′ 30″ O)      | Fläche: ca. 26749 m² | Beschluss des Rates des Kreises Annaberg Nr. 279/69 vom 18.07.1969    | 364.23-176 |
| BW   | Mooswiese am Rauschenbach                  | Mildenau (50° 33′ 57,5″ N, 13° 5′ 49,9″ O)    | Fläche: ca. 9973 m²  | Beschluss des Rates des Kreises Annaberg Nr. 407/98/73 vom 25.05.1973 | 364.23-178 |
| BW   | Neugrumbacher Wiese                        | Neugrumbach (50° 33′ 21,8″ N, 13° 5′ 40,4″ O) | Fläche: ca. 53463 m² | Beschluss des Rates des Kreises Annaberg Nr. 279/69 vom 18.07.1969    | 364.23-175 |
| BW   | Uferlandschaft am Rauschenbach             | Mildenau (50° 33′ 39,2″ N, 13° 5′ 36,4″ O)    | Fläche: ca. 35921 m² | Beschluss des Rates des Kreises Annaberg Nr. 279/69 vom 18.07.1969    | 364.23-177 |